# Ỷ Thiên Đồ Long Ký (phim 1986)
Ỷ Thiên Đồ Long ký (giản thể: 倚天屠龙记; phồn thể: 倚天屠龍記; Việt bính: ji2 tin1 tou4 lung4 gei3) là bản phim lần thứ hai Đài Truyền hình Hồng Kông TVB cho dựng lại theo tiểu thuyết cùng tên của nhà văn Kim Dung.

## Bảng phân vai
- Lương Triều Vĩ - Trương Vô Kỵ
- Lê Mỹ Nhàn - Triệu Mẫn
- Đặng Tụy Văn - Chu Chỉ Nhược
- Nhậm Đạt Hoa - Trương Thúy Sơn
- Lý Hương Cầm - Diệt Tuyệt sư thái
- Hoàng Mẫn Nghi - Đinh Mẫn Quân
- La Lan - Tịnh Huyền sư thái
- Lưu Triệu Minh - Dương Đỉnh Thiên
- Ngô Gia Lệ - Dương phu nhân
- Hoàng Tân - Nhữ Dương Vương
- Dương Bảo Bảo - Phùng Quốc
- Hoàng Doãn Tài - Tống Viễn Kiều
- Hà Thụ Sân - Tống Thanh Thư
- Đới Chí Vĩ - Ân Lê Đình
- Lý Thụ Giai - Mạc Thanh Cốc
- Lê Hán Trì - Dương Tiêu
- Đào Đại Vũ - Phạm Dao
- Trần An Doanh - Hân Li / Châu Nhi
- Trịnh Du Linh - Ân Tố Tố
- Tằng Giang - Tạ Tốn
- Thiệu Mĩ Kỳ - Tiểu Siêu
- Bào Phương - Trương Tam Phong
- Long Thiên Sinh - Du Liên Chu
- Lam Thiên - Ân Thiên Chính
- Trương Lôi - Ân Dã Vương
- Chu Thiết Hòa - Bạch Khâu Thọ
- Liêu Khải Trí - Du Đại Nham
- Dung Huệ Văn - Kỷ Hiểu Phù
- Ngô Thiện Vi - Dương Bất Hối
- Hồ Mĩ Nghi - Kim Hoa bà bà
- Trần Vinh Tuấn - Hàn Thiên Diệp
- Hứa Thiệu Hùng - Vi Nhất Tiếu
- Tần Hoàng - Chu Điên
- Tuấn Hùng - Thuyết Bất Đắc
- Mạch Tử Vân - Lãnh Khiêm
- Tằng Vĩ Minh - Bành Doanh Ngọc
- Lương Hồng Hoa - Thường Ngộ Xuân
- Mạch Hạo Vi - Chu Nguyên Chương
- Trần Địch Khắc - Từ Đạt
- Lưu Giang - Viên Chân / Thành Côn
- Hà Quý Lâm - Trần Hữu Lượng
- Chu Cương - Hạc Bút ông
- Diệp Thiên Hành - Vũ Liệt
- Tăng Hoa Thiên - Quách Tương
- Cao Hùng - Giác Viễn
- Hoàng Nhất Phi - Diêu Thanh Tuyền
- Phùng Quốc - Vương Bảo Bảo
- Ngải Uy - Trương Tùng Khê
- Vương Thư Kì - Trương Quân Bảo
- Trịnh Phiên Sinh - Lộc Trượng Khách
- Tạ Ninh - Hoàng Sam
- Lưu Đan - Hà Thái Xung
- Cao Diệu Tư - Ban Thục Nhàn
- Hứa Dật Hoa - Vệ tứ nương
- Tô Hán Sinh - Thường Kính Chi
- Trần Quốc Quyền - Chung Vi Hằng
- Quan Hải Sơn - Hồ Thanh Ngưu
- Bạch Nhân - Vương nan cô
- Lục Ứng Khang - Không Tính
- Trương Anh Tài - Không Văn
- Hà Bích Kiên - Không Trí
- Đàm Bỉnh Văn - Chu Trường Linh
- Lưu Bích Nghi - Tống Cửu Chân
- Lạc Ứng Quân - Đô Đại Cẩm

## Thông tin vai diễn
- Lương Triều Vĩ: Vai diễn của Trương Vô Kỵ có thể nói rất thành công, bám sát nguyên tác và gần như thể hiện thành công một giáo chủ. Tuy nhiên do có vóc dáng nhỏ con, hơi gượng trong cách thể hiện nhân vật, đôi lúc khán giả cảm thấy Lương Triều Vĩ hơi khù khờ trong việc nhận định tình cảm của mình nhưng điều này đã làm rõ tính cách của 1 Trương Vô Kỵ khù khờ trong chuyện tình cảm của Kim Dung. Với cách diễn hơi hài hước, sinh động, Trương Vô Kỵ của Lương Triều Vĩ được xem là thành công.[1]
- Lê Mỹ Nhàn: Thể hiện một Triệu Mẫn sắc sảo, xinh đẹp và cực kỳ thông minh. Vai diễn gần như bám sát nguyên tác. Cách hóa trang của vai diễn không mấy sắc sảo nhưng cũng đủ để thể hiện 1 Triệu Mẫn xinh đẹp và thông minh, vai diễn Triệu Mẫn của Lê Mỹ Nhàn là vai diễn thành công.

## Nhạc phim
| STT | Nhan đề                         | Trình bày                       | Thời lượng |
| --- | ------------------------------- | ------------------------------- | ---------- |
| 1.  | "Kiếm Ở Bên Ai"                 | Lương Triều Vỹ, Mai Diễm Phương | 2:45       |
| 2.  | "Lòng Ta Theo Con Nước Trôi Xa" | Lương Triều Vỹ, Mai Diễm Phương | 2:07       |